# ウルリケ・グレッスラー
ウルリケ・グレッスラー（Ulrike Gräßler、1987年5月17日 - ）はドイツ、ザクセン州Eilenburg出身の元スキージャンプ選手である。

## プロフィール
グレッスラーは、2001年夏のFISレディースツアー、マイネルツハーゲン(Meinerzhagen、K65)で国際大会にデビュー、2002年冬のFISレディースグランプリで総合14位となった。2003年にはドイツ選手権で優勝、2004年のノルディックスキージュニア世界選手権（スウェーデン、Stryn）では非公式種目ながら2位となった。
レディース・コンチネンタルカップ（COC）の導入以来、グレッスラーはこの女子ジャンプ最高峰のシリーズにおいて、常にトップクラスの成績を残している。記念すべき最初のシーズンである2004/05シーズンは12試合中11試合でベストテン入りし、総合6位となった。コンチネンタルカップの一部となっているレディースグランプリでは3位となった。翌2005/06シーズンはやや振るわず総合10位に終わったが、2006/07シーズンは5勝をあげ、総合3連覇のアネッテ・サーゲンから88ポイント差の総合2位となった。
2007/08シーズンは夏場不振に陥ったが冬には復調して総合10位に入った。2008年からコンチネンタルカップは夏シーズンと冬シーズンに分割されたが、グレッスラーは3勝をあげるなどして夏シーズンの初代総合優勝者となった。
2009年ノルディックスキー世界選手権は個人ノーマルヒルで銀メダルを獲得した。
2009/10シーズンはコンチネンタルカップで計7勝をあげて総合2位、2010/11シーズンは総合7位となった。2011年ノルディックスキー世界選手権ではメダルも期待されたが19位に終わった。
2011/12シーズンから始まった女子ワールドカップでは3位が2回、4戦連続4位など安定した成績を残し総合4位となった。
2012/13シーズンは不調で、ワールドカップでは1度も一桁順位に入れずに2013年ノルディックスキー世界選手権に臨み、個人戦は11位に終わったが混合団体では銅メダルを獲得した。ワールドカップ総合では33位に終わった。
2014年ソチオリンピックは22位と振るわなかった。
2015年コンチネンタルカップノトデン大会の練習で転倒し重傷を負い、2017/18シーズンにワールドカップに復帰したが振るわず、2018年夏に引退を表明した。

## 主な成績

### 冬季オリンピック
- 2014年ソチオリンピック（ ロシア）
  - 女子個人ノーマルヒル 22位

### 世界選手権
- 2009年リベレツ大会（ チェコ）
  - 個人ノーマルヒル 2位
- 2011年オスロ大会（ ノルウェー）
  - 個人ノーマルヒル 19位
- 2013年ヴァル・ディ・フィエンメ大会（ イタリア）
  - 個人ノーマルヒル 11位
  - 混合団体ノーマルヒル  3位
- 2015年ファールン大会（ スウェーデン）
  - 個人ノーマルヒル 22位

### ワールドカップ
- 通算 3位2回 (2017/18シーズンまで)

| シーズン | 順位 | ポイント |
| -------- | ---- | -------- |
| 2011/12  | 4.   | 546      |
| 2012/13  | 33.  | 71       |
| 2013/14  | 16.  | 301      |
| 2014/15  | 23.  | 124      |
| 2017/18  | 55.  | 1        |

### サマーグランプリ
- 最高順位4位 (2013シーズンまで)

| シーズン | 順位 | ポイント |
| -------- | ---- | -------- |
| 2012     | 10.  | 106      |
| 2013     | 20.  | 86       |

### コンチネンタルカップ
- 通算 優勝15回、2位21回、3位17回 (2017/18シーズンまで)

| シーズン | 順位 | ポイント |
| -------- | ---- | -------- |
| 2004/05  | 6.   | 519      |
| 2005/06  | 10.  | 463      |
| 2006/07  | 2.   | 1252     |
| 2007/08  | 10.  | 400      |
| 2008/09  | 3.   | 927      |
| 2009/10  | 2.   | 1307     |
| 2010/11  | 7.   | 567      |
| 2011/12  | 12.  | 122      |
| 2015/16  | 20.  | 71       |
| 2017/18  | 36.  | 58       |